# F1 2020 (jogo eletrônico)
F1 2020 é o videojogo oficial da temporada 2020 de Fórmula 1, que, ainda, disponibiliza como recurso acessível a edição de 2020 de uma das categorias secundárias, a Fórmula 2. Sendo publicado e desenvolvido pela Codemasters, o título simboliza o décimo terceiro lançamento da série efetuado pela instituição, realizado em 7 de julho de 2020 ("versão Michael Schumacher", em estágio de pré-encomenda) e 10 de julho (versão padrão, Seventy Edition), para Microsoft Windows, PlayStation 4, Xbox One, e, pela primeira vez, Google Stadia. Todos os vinte e dois circuitos, vinte pilotos e as dez equipes participantes da sessão deste ano da F1 estão inscritos no jogo.
F1 2020 retrata o campeonato conforme sua programação original, abalada pela pandemia de COVID-19, a qual exigiu o adiamento ou mesmo a extração de certos eventos.

## Conteúdo
O circuito urbano de Hanói e o circuito de Zandvoort, de acordo com o calendário inceptivo, que estariam inclusos na temporada 2020, foram transplantados para o jogo, ainda que o Grande Prêmio do Vietnã tenha sido posposto, e o dos Países Baixos, cancelado. O Grande Prêmio do 70.º Aniversário, bem como o GP da Estíria o GP da Toscana, o GP de Eifel, o GP de Portugal, o GP da Emília-Romanha, o GP da Turquia e o GP de Sakhir estando constantes no planejamento inicial, manifestam-se ausentes na obra.
F1 2020 inaugura um novo modo de gerenciamento de equipe, o My Team, permitindo que o jogador, batizando um time designado para a competição, ingresse no cenário de proprietário e piloto titular concomitantemente, num quadro extraordinário, o décimo primeiro do grid. De começo, é preciso selecionar um provedor de motor, contratar um segundo piloto, modelar uma pintura e negociar com patrocinadores. Ao passo que as facilidades são conquistadas, os setores do carro acuram-se, o que, conciliadas à árvore de habilidades empregada para aprimorar âmbitos mais específicos, se projetam como métodos de evolução da equipe. Tais condições são partilhadas a Dirt 4, que detém um sistema de manejo pessoal semelhante ao vinculado ao novo título.
No modo carreira, os jogadores agora têm a opção de completar meia ou uma temporada absoluta de Fórmula 2, ou, por fim, apenas três corridas, como no membro antecessor da franquia, de 2019. No que tange a Fórmula 1, a duração oscilará entre dez, dezesseis ou vinte e duas corridas; os usuários estão habilitados a laborar uma sequência de eventos personalizada, contudo.
O jogo importa avaliações dos pilotos pela primeira oportunidade, sob os campos de experiência, competição, consciência e ritmo. A pontuação da experiência promove "pontos de recurso" adicionais, possibilitando que o jogador atualize seu carro mais rapidamente nos modos "Minha equipe" e "Carreira"; a 'competição' versa acerca da eficácia das tentativas de ultrapassagem do piloto; uma pontuação mais alta do aspecto de consciência melhora a capacidade do motorista de manter o controle de seu carro em situações difíceis; e, em conclusão, o ritmo está associado à capacidade dos pilotos de atingirem tempos de volta satisfatórios. As notas advêm da vida real, que acabam por abordar não somente a F1, como, também, a F2.
O lançamento também dá continuidade à tendência da série em introduzir carros históricos de Fórmula 1 como material para download (DLC, downloadable content) e apresenta quatro carros dirigidos por Michael Schumacher, atinando a Jordan 191, Benetton B194, Benetton B195 e a Ferrari F1-2000. Conteúdos a ser anunciados podem envolver a celebração temática do septuagésimo aniversário do esporte.
O Podium Pass é inédito no F1 2020, e concederá aos jogadores itens cosméticos, vide pinturas, roupas de corrida e animações de comemoração. O elemento tem uma versão alternativa paga, VIP.